# 杉村幸子
杉村 幸子（すぎむら さちこ、1976年2月5日 - ）は、元テレビ大分のアナウンサーである。
大分県大分市出身。甲南女子大学卒業後、1998年4月1日にテレビ大分に入社。同局在籍時には報道番組と情報番組を担当していた。
2001年3月31日付でテレビ大分を退社し、フリーアナウンサーに転じた。

## アナウンサー時代の担当番組
- TOSスピーク[1]
- ほっとはーとOITA[1]
- あしたのお天気[1]
- TOSニュース
- FNN TOSスーパーニュース（木曜・金曜キャスター）